# Patrick Dogue
Patrick Dogue est un pentathlonien allemand.

## Biographie
Champion national en 2013 et 2015, Patrick Dogue obtient sa qualification aux JO de 2016, à Rio de Janeiro au cours desquels il termine en 6e position.

## Palmarès
| Discipline/Année                         | 2013 | 2014 | 2015 | 2016 |
| ---------------------------------------- | ---- | ---- | ---- | ---- |
| Jeux olympiques Individuel               | -    | -    | -    | 6e   |
| Championnats du monde seniors Individuel | -    | -    | -    | -    |
| Championnats du monde seniors Équipe     | -    | -    | -    | -    |
| Championnats du monde seniors Relais     | -    | -    | -    | -    |
| Coupe du monde seniors Individuel        | -    | -    | -    | -    |
| Championnats d'Europe seniors Individuel | -    | -    | -    | -    |
| Championnats d'Europe seniors Équipe     | -    | -    | -    | -    |
| Championnats d'Europe seniors Relais     | -    | -    | -    | -    |

Ce palmarès n'est pas complet